# Anthony Kennedy
Anthony McLeod Kennedy (Sacramento, Californië, 23 juli 1936) is een Amerikaanse jurist en voormalig rechter in het Hooggerechtshof van de Verenigde Staten. Hij werd benoemd door president Ronald Reagan in 1988 en ging in juli 2018 met pensioen.

## Loopbaan en benoeming
Kennedy werd geboren in Sacramento, Californië. Tussen 1954 en 1961 behaalde hij diploma's in de politieke wetenschappen, economie en rechten aan respectievelijk de Stanford-universiteit, de London School of Economics en Harvard University. Tot 1965 werkte hij als advocaat in Californië, voordat hij hoogleraar rechten werd en verbonden was aan de University of the Pacific. In de jaren die volgden bekleedde hij verschillende adviseursfuncties bij overheidsinstanties.
President Gerald Ford benoemde Kennedy in 1975 tot rechter in het Hof van Beroep voor het 9e circuit in San Francisco. Lewis Powell, een van de toenmalige rechters in het Federaal Hooggerechtshof, trad in 1987 af; als zijn opvolger nomineerde Ronald Reagan Robert Bork, maar de overwegend Democratische Senaat achtte hem te conservatief en wees hem af. Reagans volgende kandidaat, Douglas Ginsburg, trok zich vrijwillig terug na berichten over zijn gebruik van marihuana. Kennedy's nominatie werd echter zonder tegenstemmen goedgekeurd door de Senaat, en in 1988 werd hij beëdigd als rechter in Washington D.C.. In 2018 ging hij met pensioen.

## Opvattingen
Kennedy is een gematigd conservatief, die vroeger samen met Sandra Day O'Connor vaak de beslissende stem bezat. Nadat O'Connor in 2006 terugtrad was Kennedy vaak de beslissende stem.
In eerste instantie was Kennedy een fel tegenstander van Roe v. Wade (1973), de zaak die wetten tegen abortus nietig verklaarde. Samen met Antonin Scalia riep Kennedy in 1989 (Webster v. Reproductive Health Services of Missouri) het hof op om Roe v. Wade terug te nemen. Drie jaar later was hij echter van mening veranderd en schreef hij in de zaak Planned Parenthood v. Casey (1992) samen met O'Connor en David Souter de mening van de pluraliteit van het hof. Hiermee bleef abortus een grondwettelijk recht, tot grote spijt van religieuze conservatieven. Na 1992 heeft Kennedy conservatieven veel vaker teleurgesteld, tot op het punt dat evangelist James Dobson hem "de gevaarlijkste man in Amerika" heeft genoemd.
Op het vlak van homorechten is Kennedy eerder gematigd progressief. Hij schreef de uitspraak in de drie belangrijkste rechtszaken hierover, namelijk Romer v. Evans (1996), Lawrence v. Texas (2003) en United States v. Windsor (2013).